# Saint-Maurice-des-Champs
Saint-Maurice-des-Champs is een gemeente in het Franse departement Saône-et-Loire (regio Bourgogne-Franche-Comté) en telt 61 inwoners (2009). De plaats maakt deel uit van het arrondissement Chalon-sur-Saône.

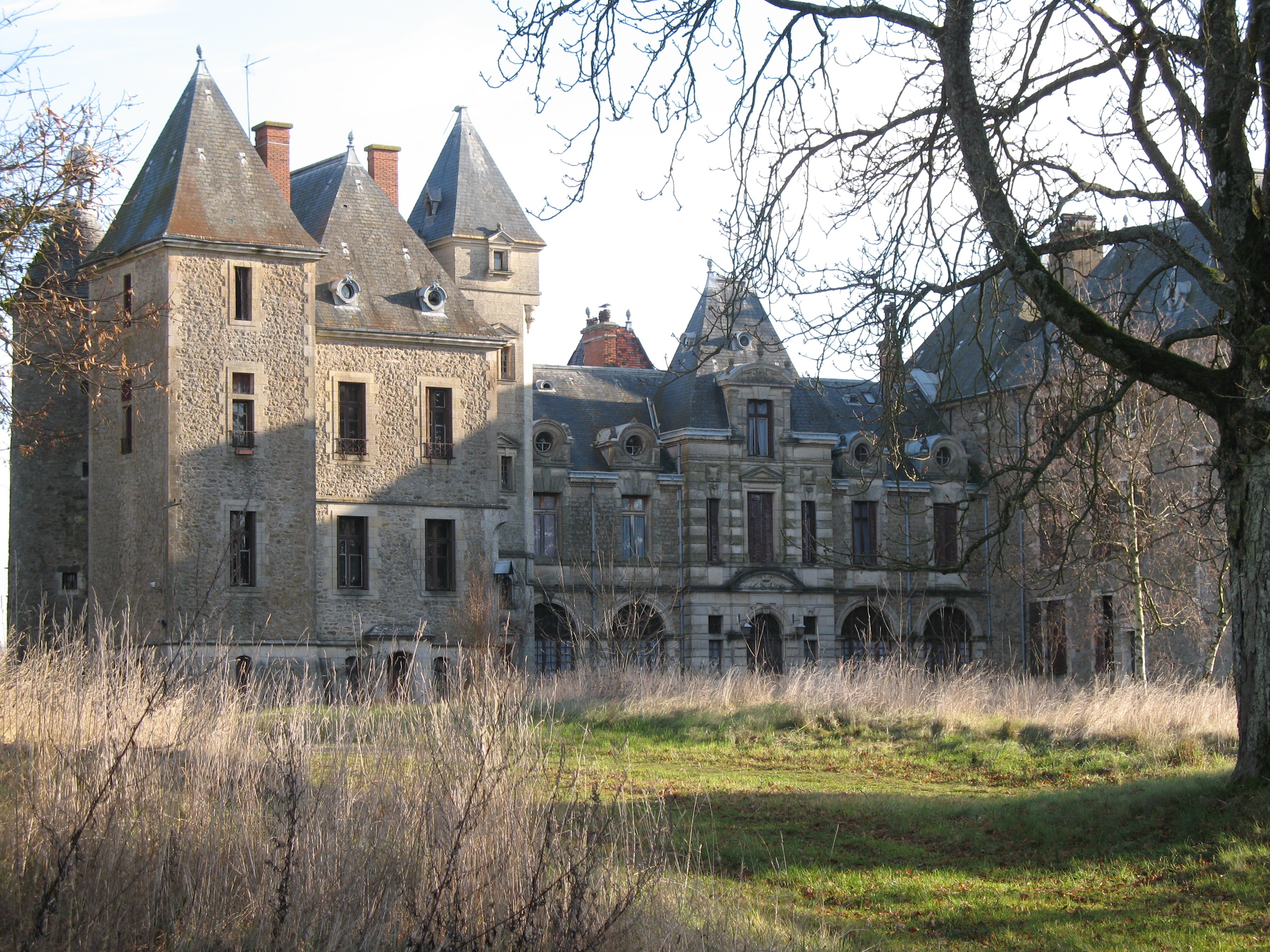
Château de la Rochete
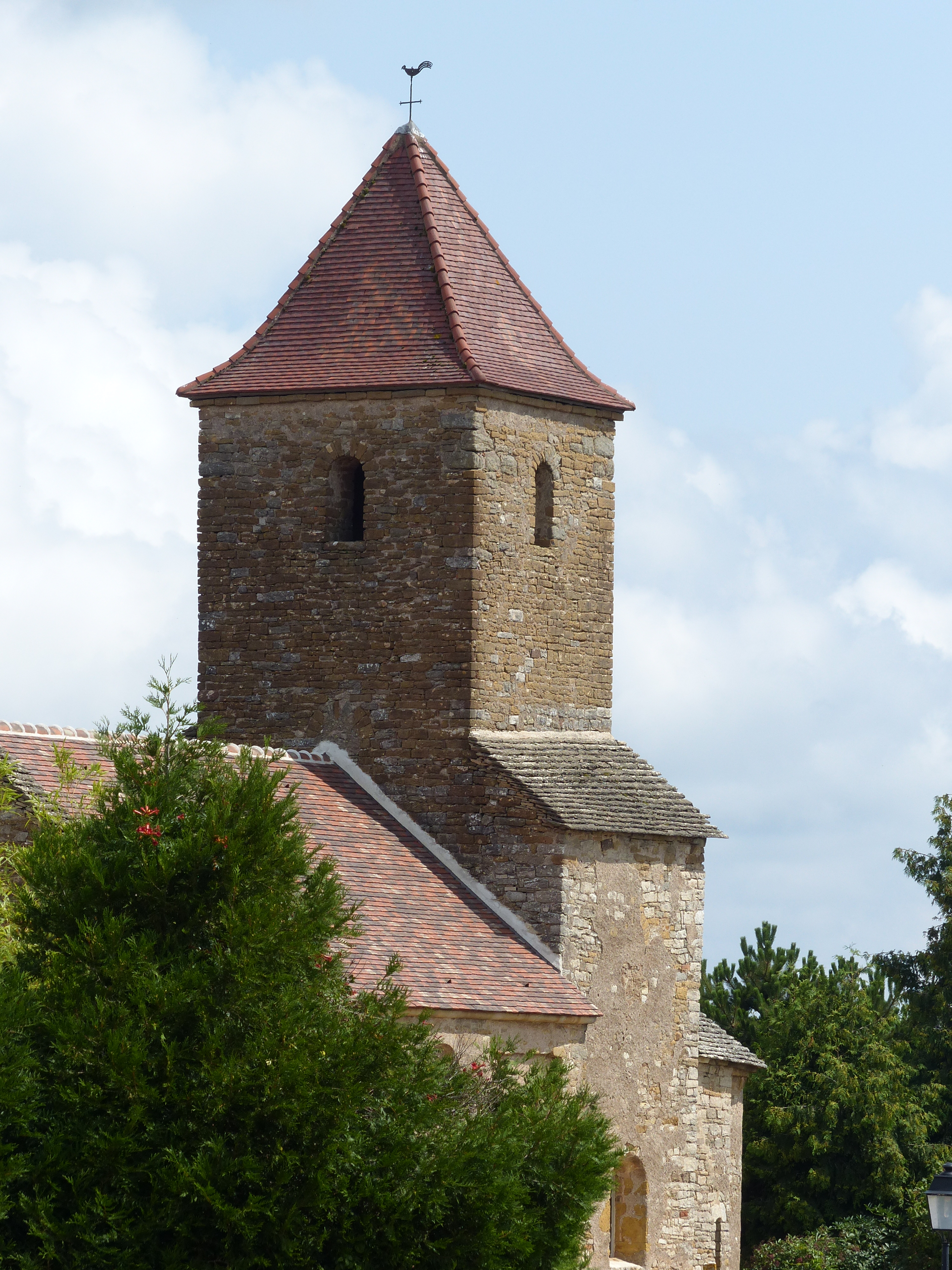
Kerk van Saint-Maurice-des-Champs

## Geografie
De oppervlakte van Saint-Maurice-des-Champs bedraagt 6,0 km², de bevolkingsdichtheid is dus 10,2 inwoners per km².
De onderstaande kaart toont de ligging van Saint-Maurice-des-Champs met de belangrijkste infrastructuur en aangrenzende gemeenten.

## Demografie
Onderstaande figuur toont het verloop van het inwonertal (bron: INSEE-tellingen).